# Фауст (персонаж)

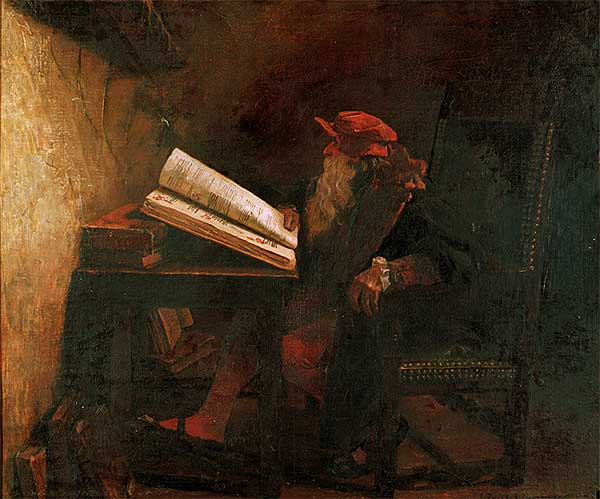
Доктор Фауст, Жань-Поль Лоран

Фауст — протагонист классической немецкой легенды, основанной на жизни Иоганна Георга Фауста (ок. 1480—1540).
Талантливый учёный Фауст заключает сделку с дьяволом, обменяв свою душу на безграничные знания и мирские удовольствия. Легенда о Фаусте — основа множества произведений искусства в литературе, на сцене, кино и музыке, переосмысливающих первоисточник на протяжении столетий.
Фауст в ранних книгах, а также берущих у них начало балладах, драмах, фильмах и кукольных постановках безвозвратно проклят, потому что он предпочёл человеческие знания знанию божественному. Пьесы и комические кукольные постановки, свободно интерпретирующие легенду, были популярны в Германии XVI века, зачастую снижая образы Фауста и Мефистофеля до комически-вульгарных. В Англии история о Фаусте обрела известность благодаря классической пьесе Кристофера Марло Трагическая история доктора Фауста (дата публикации точно не установлена, ок. 1587). Спустя двести лет в трагедии Гёте Фауст становится несчастным интеллектуалом, который жаждет большего, чем обычная человеческая жизнь («Ни пить, ни есть не хочет по-земному»).

## Краткий пересказ

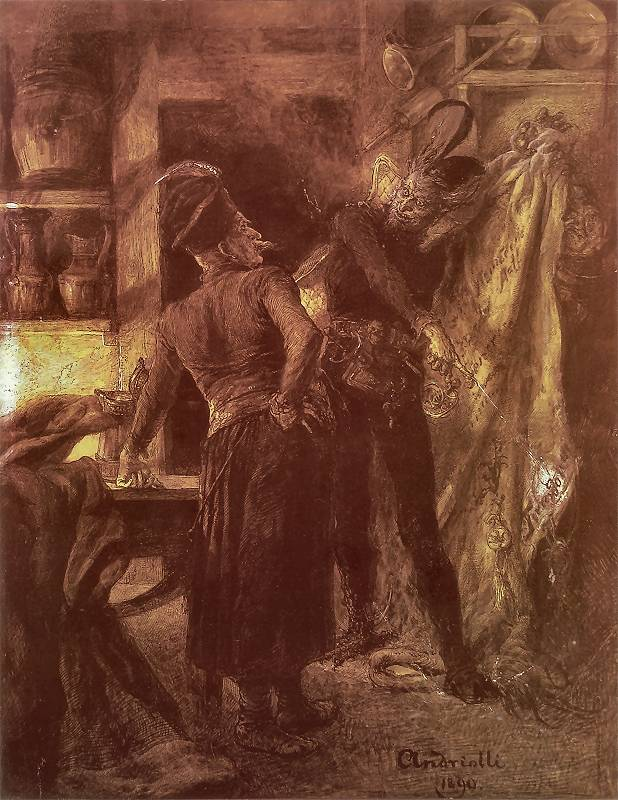
Пан Твардовский и дьявол, Михаил Эльвиро Андриолли

Фауст — учёный, съедаемый скукой и тоской. После попытки самоубийства он призывает дьявола, чтобы получить новые знания и магическую силу, которые позволили бы ему предаться всем земным наслаждениям и овладеть всеми знаниями мира. В ответ является прислужник дьявола Мефистофель. Он заключает с Фаустом сделку: Мефистофель будет служить Фаусту определённый срок, но в конце срока дьявол заберёт душу Фауста и сделает его вечным рабом.
Фауст использует Мефистофеля различными способами. У Гёте и в последующих интерпретациях Мефистофель помогает Фаусту соблазнить красивую и невинную девушку (обычно её зовут Гретхен), чья жизнь в конечном итоге оказывается разрушена, когда она даёт жизнь внебрачному сыну Фауста. Осознавая нечестивость поступка, она топит ребёнка и попадает под стражу за убийство. Однако в конце чистота Гретхен спасает её, и после казни она попадает в рай. У Гёте Фауст спасается через свою непрекращающуюся борьбу и мольбы к Богу, Гретхен — как воплощение вечной женственности. Однако в ранних источниках Фауст безвозвратно развращён и не верит в прощение своих грехов; когда срок служения Мефистофеля подходит к концу, дьявол уносит его в ад.

## Связанные места
Штауфен-им-Брайсгау, город на самом юго-западе Германии, считается местом смерти Фауста (ок. 1540). Единственный исторический документ, подтверждающий это предположение, — отрывок из Хроники графов фон Циммерн, написанный около 1565 года, двадцать пять лет спустя предполагаемой смерти Фауста. В целом этот документ считается надёжным источником, в конце XVI века семейные узы связывали знать Штауфена и род Циммернов.
В первоначальной редакции пьесы Кристофера Марло Виттенберг, город, где учился Фауст, имеет ещё один вариант написания — Вертенберг (ср. Wittenburg — Wertenberge). Это породило множество размышлений о месте повествования. Некоторые исследователи полагают, что это герцогство Вюртемберг, другие считают, что это аллюзия на Кембридж, где учился Марло, но, вероятно, Виттенберг — историческая столица герцогства Вюртемберг, в настоящее время это Штутгарт.
Дом Фауста в Праге является местом, где, согласно легенде, жил Иоганн Георг Фауст. Именно в этом доме доктор поставил свою знаменитую подпись. Когда служба чёрта подошла к концу, дьявол отправил Фауста в ад и сделал это с такой энергией, что пробил в потолке дыру. 

## В литературе

### Доктор ФаустКристофера Марло

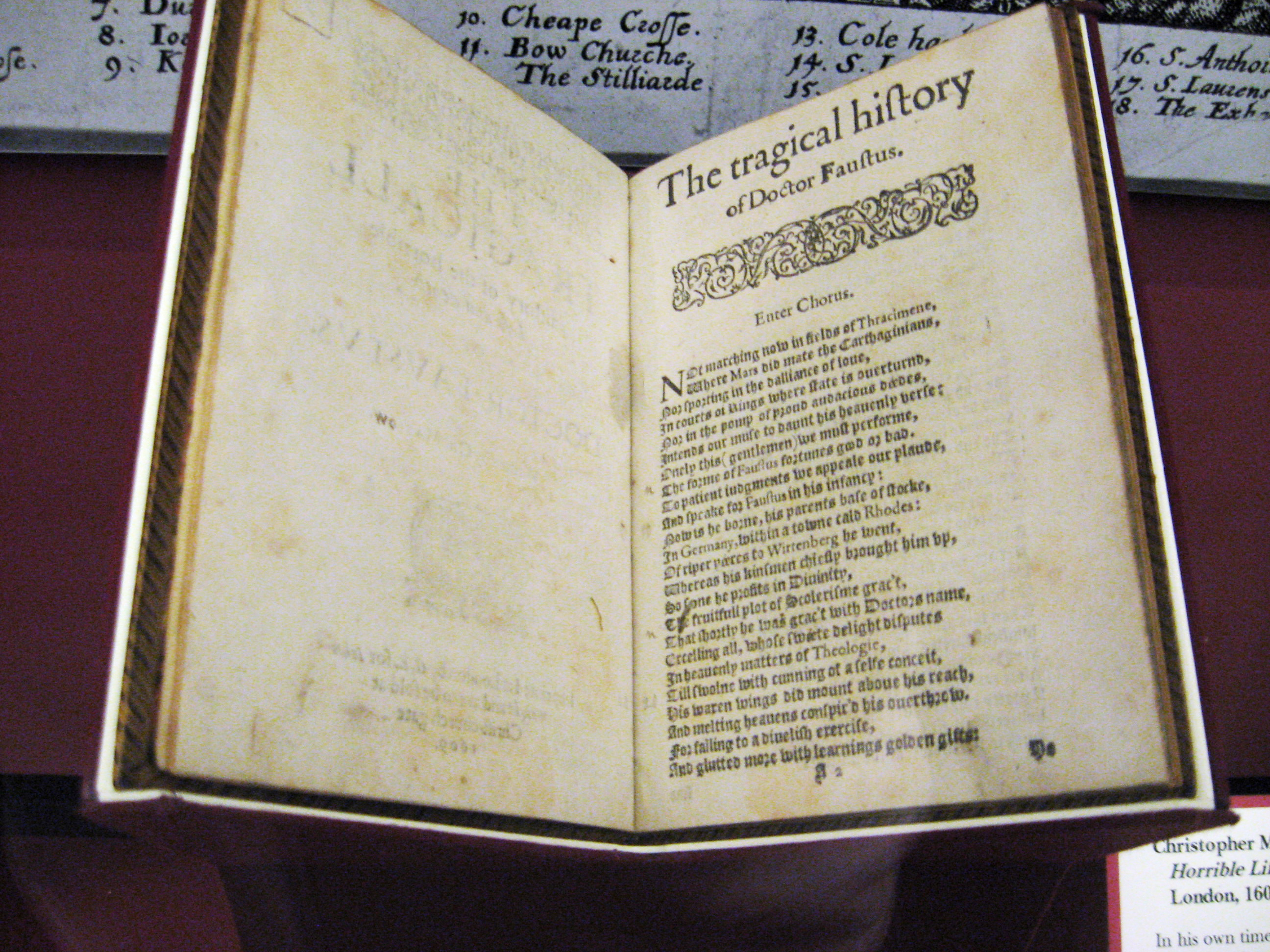
Фауст Марло в Библиотеке Хантингтона (Сан Марино, Калифорния)

Раннее дешёвое издание народных сказок с легендой о Фаусте из северной Германии достигло Англии, где в 1592 году был опубликован перевод на английский язык (The Historie of the Damnable Life, and Deserved Death of Doctor Iohn Faustus). Кристофер Марло взял это издание за основу своей пьесы Трагическая история доктора Фауста (опубликована ок. 1604).

### ФаустГёте

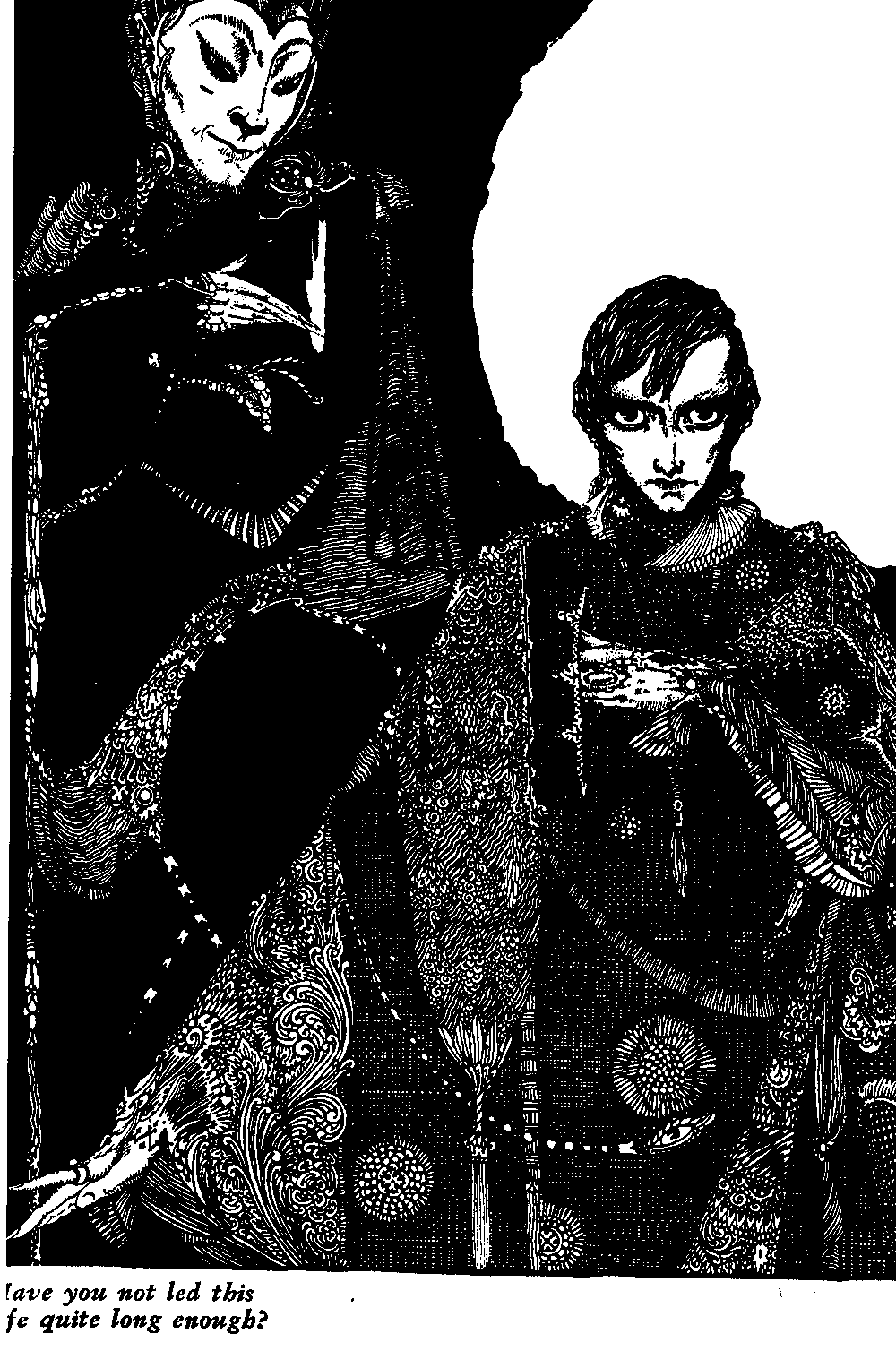
Иллюстрация Гарри Кларка к Фаусту Гёте

Первая часть, наиболее близкая к оригинальной легенде, была опубликована в 1808 году, вторая, уже посмертно, — в 1832 году.
Гёте усложняет простую христианскую мораль оригинала. По форме «Фауст» — гибрид пьесы и поэмы, эпическая по объёму двухчастная драма для чтения. Она основана на христианских, средневековых, древнеримских, восточных и древнегреческих поэтических, философских и литературных традициях.
Составление и редакция трагедии заняла у Гёте шестьдесят лет (работа велась не беспрерывно). Финальный вариант, опубликованный после смерти автора, — достояние немецкой литературы.
Драма посвящена судьбе Фауста, находящегося в поисках истинной сущности жизни («Чтоб я постиг все действия, все тайны, / Всю мира внутреннюю связь»). Разочарованный в учёбе и ограниченностью своих знаний, сил и доступных удовольствий, Фауст привлекает внимание дьявола (представляемого Мефистофелем), который держит с Фаустом пари, что сможет удовлетворить его, в чём сам Фауст сомневается, так как верит, что счастливые дни никогда не настанут. Это существенное различие между произведениями Гёте и Марло — у Гёте предлагает сделку не Фауст.
Путь, которым ведёт Фауста Мефистофель, заканчивается тем, что Фауст страстно вожделеет невинную молодую девушку Гретхен. Гретхен и её семья уничтожены хитростью Мефистофеля и желаниями Фауста. Первая часть завершается трагедией: хотя Гретхен и спасена, но Фауст остается в горе и стыде.
Вторая часть начинается с того, что духи прощают Фауста (и всё остальное человечество), а продолжается как аллегорическая поэма. Фауст и Мефистофель проходят через мир политики и языческих богов, встречают Елену Троянскую (воплощение красоты). Пройдя долгий и тернистый путь, Фауст на мгновение чувствует себя счастливым.
Мефистофель пытается похитить душу Фауста, когда он умирает, испытав свое недолгое счастье, но ему мешают ангелы, прибывшие спасти Фауста. Несмотря на то, что милость Бога, оказанная Фаусту, безвозмездна, он не забыл о многочисленных грехах Фауста и Мефистофеля. Ангелы говорят, что спасение дано Фаусту благодаря его вечной борьбе и заступничеству великодушной Гретхен. В финальной сцене душа Фауста возносится в рай.

### Мастер и МаргаритаМ. А. Булгакова
История Фауста — архетип романа М. А. Булгакова Мастер и Маргарита (1928—1940), где Маргарита — Гретхен, Мастер — Фауст, а Воланд — Мефистофель.

### Доктор ФаустусТомаса Манна
Роман Томаса Манна 1947 года Доктор Фаустус: Жизнь немецкого композитора Адриана Леверкюна, рассказанная его другом переносит легенду о Фаусте в XX век. Жизнь вымышленного композитора Адриана Леверкюна — воплощение истории Германии и Европы начала века. Талантливый Леверкюн, подхватив сифилис в борделе, заключает сделку с дьяволом и получает двадцать четыре года блестящей карьеры композитора в обмен на душу. Он создает всё более и более прекрасные произведения, завоевывает славу и признание, даже когда болезнь начинает разрушать его тело. В 1930 году, представляя свой последний шедевр (Плач доктора Фаустуса), он признаётся в том, какую сделку совершил: сумасшествие и сифилис берут над ним верх, он переживает долгое абсолютное крушение, пока не умирает в 1940 году. Духовное, умственное и физическое падение Леверкюна происходят в период расцвета нацизма в Германии — судьба Леверкюна отражает душу Германии в эти годы.

### Дьявол и Дэниел УэбстерСтивена Винсента Бене

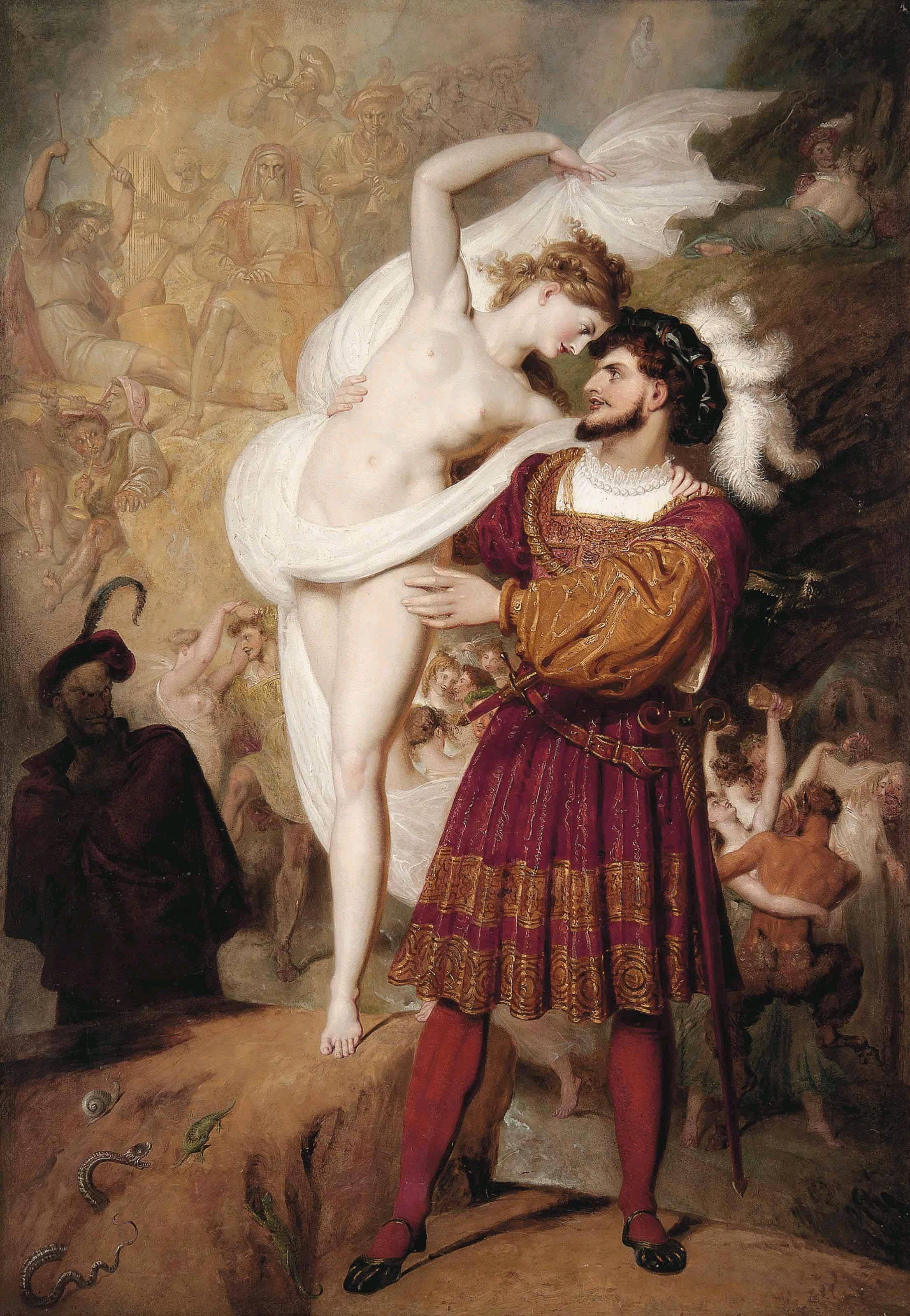
Фауст и Лилит, Ричард Вестолл (1831)

Дьявол и Дэниел Уэбстер — рассказ Стивена Винсента Бене, опубликованный в 1937 году. Это интерпретация истории о Фаусте, основанная на рассказе Вашингтона Ирвинга Дьявол и Том Уокер (1824). Действие происходит в Нью-Гэмпшире, дьявол предлагает крайне невезучему фермеру Йавису Стоуну обменять душу за семь лет процветания. В конце адвокат и оратор Дэниел Уэбстер защищает Йависа Стоуна перед судьей и присяжными, и ему удается выиграть дело. В 1941 году появилась одноимённая экранизация с Джеймсом Крейгом в роли Йависа и Эдвардом Арнольдом в роли Вебстера. В 2007 году на экраны вышел ремейк с Алеком Болдуином в роли Йависа и Энтони Хопкинсом в роли Вебстера.

### Другие избранные драматические произведения
- Сцена из Фауста (1828) Александр Пушкин
- Фауст (1836) Николаус Ленау
- Фауст (1839) Ludwig Hermann Wolfram
- Доктор Фауст (1851) Генрих Гейне
- Фауст: трагедия третьей части (1862) Фридрих Теодор Фишер
- Смерть доктора Фауста (1925) Мишель де Гельдерод
- Фауст (1934) Фернандо Пессоа
- Мефистофель (1936) Клаус Манн
- Доктор Фауст зажигает огни (1938) Гертруда Стайн
- Мой Фауст (1940) Поль Валери
- Доктор Фаустус (1979) Дон Нигро
- Искушение (1985) Вацлав Гавел
- Фаустус (2004) Дэвид Мэмет
- Виттенберг (2008) Дэвид Давалос
- Faust (2009) Edgar Brau
- Faust 3 (2016) Питер Шуман, Bread and Puppet Theater

### Другие избранные романы, рассказы, поэтические произведения и комиксы
- Дьявол и Том Уокер (1824) Вашингтон Ирвинг
- Фауст (1855) И. С. Тургенев
- Фауст (1866) Эстанислао дель Кампо
- Портрет Дориана Грея (1891) Оскар Уйальд
- Фауст (1980) Роберт Най
- Мефисто (1986) Джон Бэнвилл
- Эрик (1990) Терри Пратчетт
- Джек Фауст (1997) Майкл Суэнвик
- Фрау Фауст (2014-Present) Kore Yamazaki
- Союз душ (2014—2017) Haram and Youngji Kim
- Фауст. Сети сатаны (2018) Оливер Пётч

## В кино
- Фауст (1921). Фредерик А. Тодд, американский немой фильм, утерян[5]
- Фауст (1922). Чаллис Сандерсон, британский немой фильм[5]
- Фауст (1922). Жерар Буржуа, французский немой фильм, считается первым 3D-фильмом[5]
- Фауст (1926). Ф. В. Мурнау, немой фильм, снят с выдающимися для своего времени спецэффектами[6]
- Красота дьявола (1950). Рене Клер, комедия
- Призрак Рая (1974). Брайан де Пальма, мюзикл
- Маленькие трагедии (1979). Михаил Швейцер, драма
- Мефисто (1981). Иштван Сабо, драма
- Урок Фауста (1994). Ян Швакмайер, анимация, фэнтези, драма
- Фауст (2011). Александр Сокуров, драма
- Американский дьявол (2017). Эш Эвилдсен, триллер, драма[7]

## В музыке

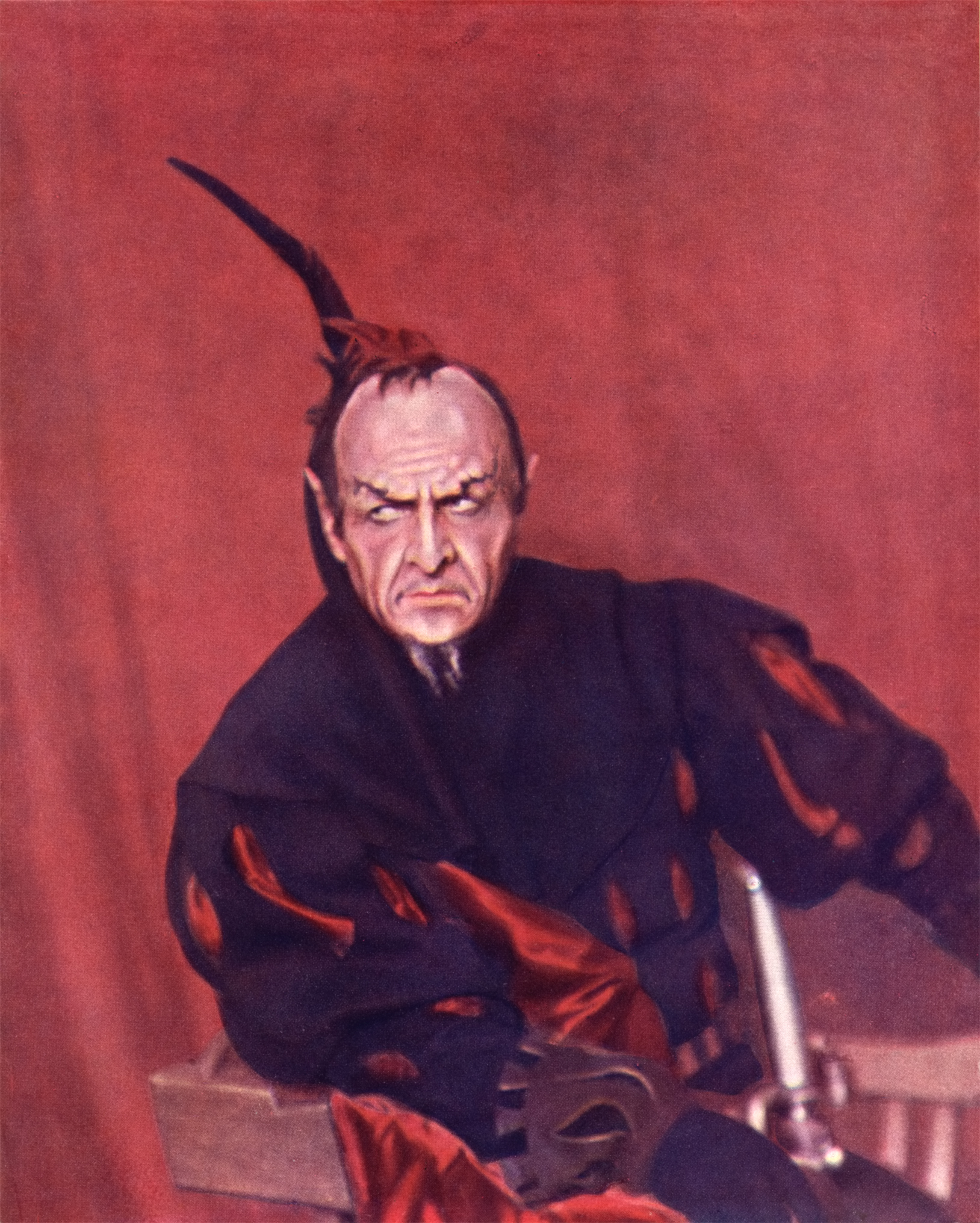
Фёдор Шаляпин в образе Мефистофеля, 1915

### Опера
- Фауст (1816; вторая версия — 1852). Луи Шпор
- Осуждение Фауста (1846). Гектор Берлиоз
- Мефистофель (1868). Единственная завершенная опера Арриго Бойто
- Фауст (1869).Композитор — Шарль Франсуа Гуно. Написана на сюжет первой части Фауста Гёте
- Доктор Фауст (1925). Начата Ферруччо Бузони, закончена его учеником Филиппом Ярнахом

### Симфоническая музыка
- Фауст (1844). Увертюра Рихарда Вагнера
- Сцены из Фауста (1844—1853). Роберт Шуман
- Фауст (1857). Симфония Франца Листа
- Симфония № 8 (1906). Густав Малер
- История солдата (1917). И. Ф. Стравинский
- История доктора Иоганна Фауста (1983). Кантата А. Шнитке

### Прочие адаптации
- Bohemian Rhapsody (1975). Песня английской рок-группы Queen (A Night at the Opera)
- Фауст (1995). Рок-опера Рэнди Ньюмана
- Faust (2001). Песня виртуальной группы Gorillaz (G-Sides)
- The Small Print (2003). Песня английской рок-группы Muse (Absolution). Первоначальное название — Action Faust, интерпретация истории с точки зрения дьявола
- Epica (2003) и The Black Halo (2005). Два альбома пауэр-метал группы Kamelot, интерпретирующие историю Фауста
- Absinthe with Faust (2004). Песня английской экстрим-метал группы Cradle of Filth (Nymphetamine).
- Faust, Midas and Myself (2006). Песня американской альтернативной группы Switchfoot (Oh! Gravity).
- Faust Arp (2007). Песня английской рок-группы группы Radiohead (In Rainbows)
- Faust (2011). Песня американской металкор группы The Human Abstract (Digital Veil)
- Faustian Echoes (2012). EP американской блэк-метал группы Agalloch
- Faust (2012). Песня хорроркор-рэпера SickTanicK feat.Texas Microphone Massacre (Chapter 3: Awake (The Ministry of Hate)
- Urfaust, The Calling, The Oath, Conjuring the Cull и The Harrowing (2014). Американская дэт-метал группа Misery Index. Первые пять треков из альбома The Killing Gods - современная интерпретация Фауста Гёте
- The Faustian Alchemist (2019). Песня финской блэк-метал группы Belzebubs (Pantheon of the Nightside Gods).
- Фауст "Малый свет" (2022) - зонг-опера группы Горшенёв
- Loqiemean - Фауст (Альбом "Контроль" 2021 года)